# Liolaemus montanus
Liolaemus montanus är en ödleart som beskrevs av  Koslowsky 1898. Liolaemus montanus ingår i släktet Liolaemus och familjen Tropiduridae. Inga underarter finns listade i Catalogue of Life.